# Washington megye (Idaho)
Washington megye az Amerikai Egyesült Államokban, azon belül Idaho államban található. Megyeszékhelye és legnagyobb városa Weiser. Lakosainak száma 10 500 fő (2020. április 1.).

## Szomszédos megyék
- Adams megye (észak)
- Gem megye (kelet)
- Payette megye (dél)
- Malheur megye (délnyugat)
- Baker megye (nyugat)

## Népesség
A megye népességének változása:
| Lakosok száma | 10 189 | 10 124 | 10 041 | 9944 | 9984 | 10 500 |
|               | 2010   | 2011   | 2012   | 2013 | 2015 | 2020   |